# Estroncio-90
Estroncio-90 es un isótopo de estroncio radiactivo producido por fisión nuclear, con un periodo de semidesintegración de 28,8 años. Sufre β  -  decaimiento en itrio-90, con una decaimiento de energía de 0.546 MeV. El estroncio-90 tiene aplicaciones en la medicina y la industria y es un isótopo de preocupación en  lluvia radiactiva de armas nucleares y accidentes nucleares.

## Radiactividad
El estroncio natural no es radiactivo ni tóxico a niveles que normalmente se encuentran en el medio ambiente, pero  90  Sr es un peligro radiactivo.  90  Sr sufre  decaimiento β  -  con una vida media de 28,79 años y una energía de decaimiento de 0,546 MeV distribuido en un electrón, un antineutrino y el itrio isótopo  90  Y, que en turn sufre β  -  decaimiento con una vida media de 64 horas y una energía de decaimiento de 2,28 MeV distribuida a un electrón, un antineutrino y   90  Zr (circonio), que es estable. Tenga en cuenta que  90  Sr / Y es casi una fuente de partícula beta pura; la emisión de fotón gamma de la desintegración de  90  Y es tan poco frecuente que normalmente se puede ignorar.
El  90  Sr tiene una actividad específica de 5,21 TBq/g.

## Productos de Fisión
90  Sr es un producto de fisión nuclear. Está presente en una cantidad significativa en combustible nuclear gastado y en Residuos radiactivos de reactor nuclear y en lluvia radiactiva de pruebas nucleares.
Para la fisión de neutrones térmicos como en las centrales nucleares actuales, el rendimiento del producto de fisión de  U-235 es del 5,7%, de  U-233 6,6%, pero de Pu-239 sólo 2,0%.

### Desastres nucleares
El estroncio-90 se clasifica como residuo de actividad alta. La vida media es larga, alrededor de 30 años. Puede llevar cientos de años degradarse a niveles insignificantes. La exposición a agua y alimentos contaminados puede aumentar el riesgo de leucemia y cáncer de huesos.

### Remediación
Las algas han mostrado selectividad por el estroncio en estudios, donde la mayoría de las plantas utilizadas en biorremediación no han mostrado selectividad entre calcio y estroncio, a menudo se saturan con calcio, que es mayor en cantidad y también está presente en desechos nucleares.
Los investigadores han analizado la bioacumulación de estroncio por  spinosus  (algas) en aguas residuales simuladas. El estudio afirma una capacidad de biosorción altamente selectiva para el estroncio de S. spinosus, lo que sugiere que puede ser apropiado para el uso de aguas residuales nucleares.
Un estudio del alga de estanque   Closterium moniliferum  utilizando estroncio no radiactivo encontró que al variar la proporción de bario a estroncio en el agua se mejora la selectividad del estroncio.

## Efectos biológicos

### Actividad biológica
El estroncio-90 es un "buscador de huesos" que exhibe un comportamiento bioquímico similar al calcio, el siguiente elemento del grupo 2 más ligero. Después de entrar en el organismo, la mayoría de las veces por ingestión con alimentos o agua contaminados, se excreta entre el 70 y el 80% de la dosis. Prácticamente todo el estroncio-90 restante se deposita en el hueso y médula ósea, y el 1% restante permanece en sangre y tejidos blandos. Su presencia en los huesos puede causar cáncer de huesos, cáncer de tejidos cercanos y leucemia. La exposición a  90  Sr se puede evaluar mediante un bioensayo, más comúnmente mediante análisis de orina. 1000 días, 18 años, 30 años y, como límite superior, 49 años. Las cifras de vida media biológica de amplio rango publicadas se explican por el complejo metabolismo del estroncio dentro del cuerpo. Sin embargo, al promediar todas las vías de excreción, se estima que la vida media biológica general es de unos 18 años.
La tasa de eliminación del estroncio-90 se ve fuertemente afectada por la edad y el sexo, debido a las diferencias en el metabolismo óseo.
Junto con los isótopos de cesio 134Cs,   137  Cs, y el isótopo de yodo   131  I, fue uno de los isótopos más importantes con respecto a los impactos en la salud después del Accidente de Chernobyl.
Como el estroncio tiene una afinidad por el receptor sensor de calcio de paratiroides  células similar a la del calcio, el riesgo aumentado de  liquidadores de la planta de energía de  Chernobyl para sufrir hiperparatiroidismo primario podría explicarse por la unión de Estroncio-90.

## Usos

### Generadores termoeléctricos de radioisótopos (RTG)
La desintegración radiactiva del estroncio-90 genera una cantidad significativa de calor, 0,536 W / g en forma de estroncio metálico puro o aproximadamente 0,256 W / g como titanato de estroncio La fuente es autocontradictoria con diferentes tablas con poderes específicos tremendamente diferentes .--> y es más barata que la alternativa   238  Pu. Se utiliza como fuente de calor en muchos generadores termoeléctricos de radioisótopos rusos / soviéticos, generalmente en forma de titanato de estroncio. También se utilizó en la serie estadounidense de RTG "Sentinel".

### Aplicaciones industriales
90Sr encuentra uso en la industria como fuente radiactiva para medidores de espesor.

### Aplicaciones médicas
90Sr encuentra un amplio uso en la medicina como fuente radiactiva para la radioterapia superficial de algunos cánceres. Cantidades controladas de  90  Sr y   89  Sr se pueden utilizar en el tratamiento de Cáncer óseo primario y para tratar coronario reestenosis a través de  braquiterapia vascular. También se utiliza como trazador radiactivo en medicina y agricultura.

### Aplicaciones aeroespaciales
90Sr se utiliza como método de inspección de la pala en algunos helicópteros con largueros de pala huecos para indicar si se ha formado una grieta.

## El90Sr como contaminante en el medio ambiente
El Estroncio-90 no es tan probable como el cesio-137 de ser liberado como parte de un accidente de reactor nuclear porque es mucho menos volátil, pero es probablemente el componente más peligroso de la lluvia radiactiva de un arma nuclear.
Un estudio de cientos de miles de dientes deciduos, recopilado por la Dra. Louise Reiss y sus colegas como parte de la Baby Tooth Survey, encontró un gran aumento en 90Sr niveles durante la década de 1950 y principios de la de 1960. Los resultados finales del estudio mostraron que los niños nacidos en San Luis, Misuri, en 1963 tenían niveles de  90  Sr en sus dientes temporales que eran 50 veces más altos que los encontrados en los niños nacidos en 1950, antes del advenimiento de las pruebas atómicas a gran escala. Los revisores del estudio predijeron que las consecuencias causarían una mayor incidencia de enfermedades en quienes absorbieron estroncio 90 en los huesos. Sin embargo, no se han realizado estudios de seguimiento de los sujetos, por lo que la afirmación no ha sido probada.
Un artículo con los hallazgos iniciales del estudio se envió al presidente de los Estados Unidos John F. Kennedy en 1961, y ayudó a convencerlo de firmar el Tratado de prohibición parcial de ensayos nucleares con el Reino Unido y  Unión Soviética, poniendo fin a las pruebas nucleares en la superficie que colocaron la mayor cantidad de lluvia radiactiva en la atmósfera.
El Accidente de Chernobyl liberó aproximadamente 10   PBq, o aproximadamente el 5% del inventario básico, de estroncio-90 en el medio ambiente. El Accidente nuclear de Fukushima liberó de 0,1 a 1  PBq de estroncio-90 en forma de agua de refrigeración contaminada en el Océano Pacífico.